# Targa Florio
La Targa Florio o Giro de Sicilia fue una de las carreras de automovilismo más famosas de Italia. Se desarrollaba en las carreteras de los montes Madonia, en la provincia de Palermo, isla de Sicilia. Su primera edición se organizó en el año 1906, por lo que fue una de las carreras más antiguas del mundo.
Durante muchos años formó parte, junto con la Mille Miglia y las 24 Horas de Le Mans, de las legendarias pruebas del Campeonato Mundial de Resistencia. La Mille Miglia se dejó de correr a partir de la trágica edición de 1957. Entonces la Targa se convirtió en la única carrera en la que se podían ver auténticos monstruos de competición correr por carreteras normales, cruzando pueblos, subiendo a los collados y bajando laderas. Cada mes de mayo se daban cita en Sicilia los mejores y más osados pilotos con las mejores monturas.
La carrera se disputó por última vez en 1977, tras lo cual se transformó en el Rally Targa Florio, que se disputa por tramos. Como legado, la marca alemana Porsche denominó Targa desde el año 1966 a las variantes de sus modelos con techo desmontable y pilares B.

## Historia

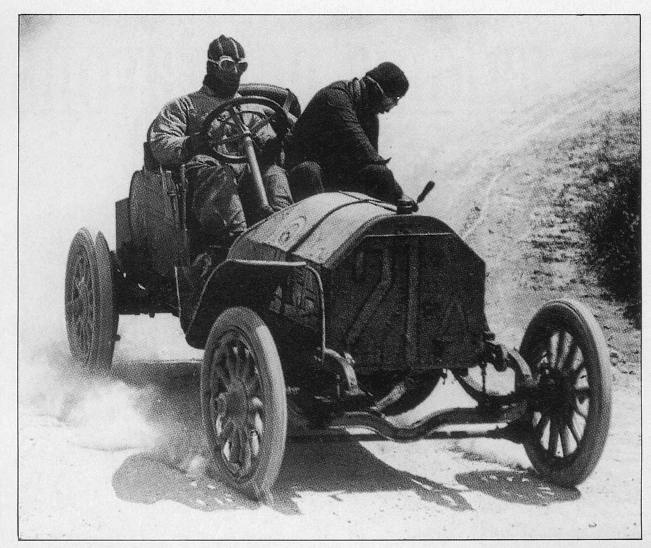
Alessandro Cagno (1883-1971), vencedor de la primera Targa Florio in 1906, fotografiado en una carrera de 1907

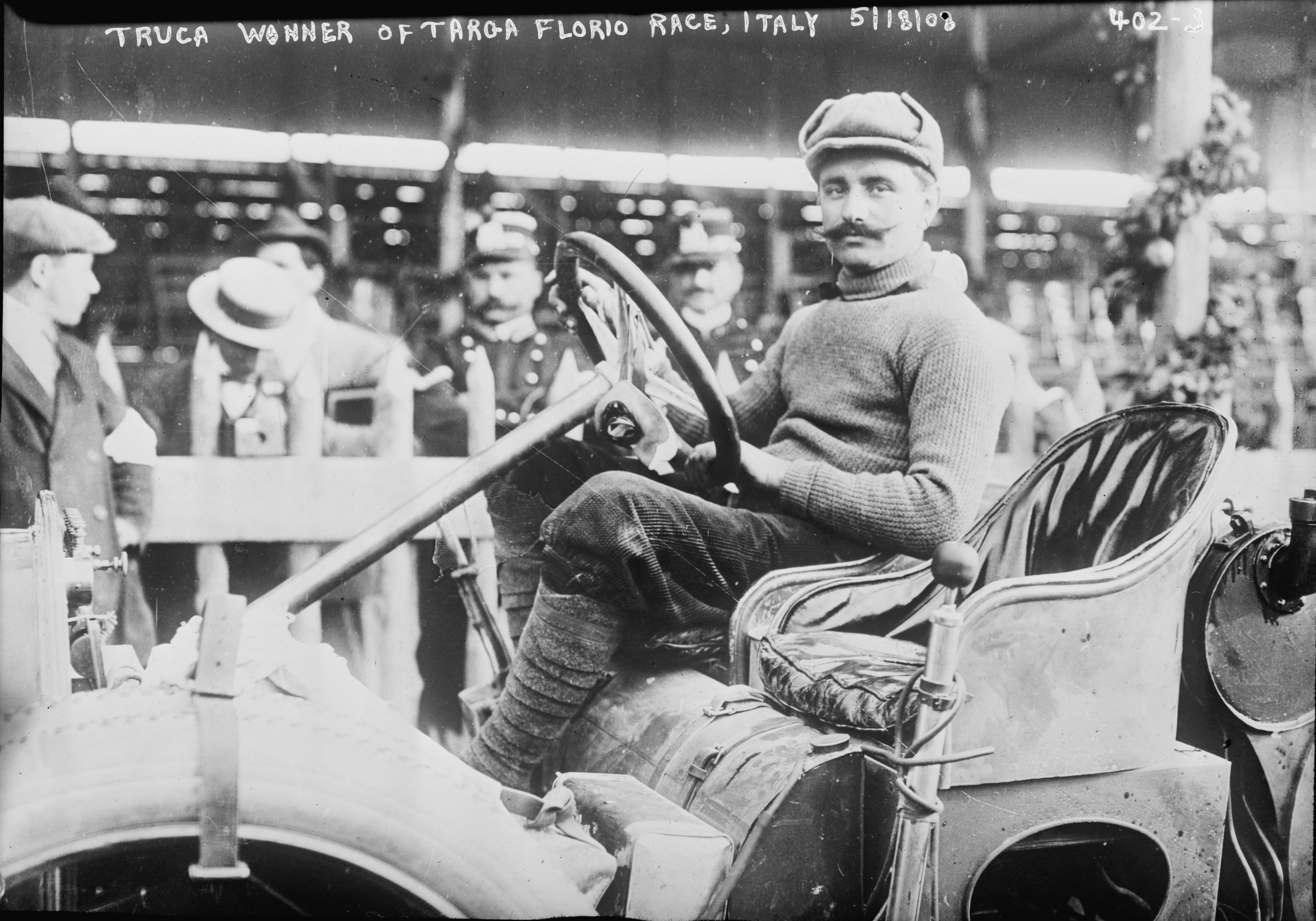
Vincenzo Trucco, vencedor de la Targa Florio de 1908 al volante de un Isotta Fraschini

La carrera fue creada en 1906 por el acaudalado piloto y entusiasta del automóvil Vincenzo Florio, que había iniciado una carrera denominada Copa Florio en Brescia (Lombardía) en 1900. La prueba también se afirmó como un imprescindible evento mundano, que reunía a distinguidos miembros de la alta sociedad. Artistas de renombre, como Alexandre Charpentier y Leonardo Bistolfi, se encargaron de diseñar las medallas. El evento también contó con la revista gráfica Rapiditas, cuyo objetivo era realzar la carrera.
Una de las competiciones más duras de Europa, la primera Targa Florio constaba de tres vueltas a un circuito hasta completar 446 km, con un recorrido a través de numerosas curvas cerradas en traicioneras carreteras, y atravesando puertos de montaña en los que frecuentemente se producían cambios meteorológicos severos. Alessandro Cagno ganó la carrera inaugural de 1906 en nueve horas, con un promedio de 50 km/h.
Los diez participantes de la primera edición fueron 50 al año siguiente, cuando la Targa fue una de las pruebas europeas sobre las cuales se articulaba un embrión de campeonato del mundo, en el que participaban las más prestigiosas casas de la época y los mejores pilotos. La primera victoria fue para Alessandro Cagno con Itala. Muy pronto, la carrera creció en importancia, siendo casi obligada para las marcas su participación, mientras que, para los pilotos, llegar al final de la carrera era un gran resultado.
Correr sobre las tortuosas, y a menudo destrozadas, carreteras sicilianas que subían hasta los mil metros de altitud, para después bajar rápidamente a nivel del mar, también era una experiencia única para los más conocidos campeones. En 1911, la Targa cambió de fórmula y se volvió todavía más dura. Se transformó en el Giro di Sicilia -La Vuelta a Sicilia-; mil kilómetros sin paradas. El ganador, un joven inglés al volante de un Scat arriesgó la victoria porque, destrozado por el cansancio, se durmió a pocos kilómetros de la llegada; sin embargo, un oportuno balde de agua fría arrojado por su mecánico resolvió el problema.
La edición de 1919 se desarrolló en noviembre, en medio de una tormenta de nieve; entre los participantes aparecía un tal Enzo Ferrari al volante de un CMN. En los primeros años 20, los Mercedes impusieron su ley para después ser relevados, a partir de 1925, por Bugatti, que ganó cinco veces consecutivas. En los años 30, la lucha entre Varzi y Nuvolari se fraguaba sobre el sinuoso trazado de las Madonias. Varzi ganó en 1930 y 1934, mientras que Nuvolari lo hizo en 1931 y 1932. Fue un dominio absoluto por parte de Alfa Romeo, que seis veces consecutivas hizo suya la Targa.
Antes de la Segunda Guerra Mundial, la familia Florio se arruinó y la carrera terminó siendo organizada, aunque sin concederle mucha importancia, por el Automóvil Club de Palermo sobre las vías del Parque de la Favorita. En los años que siguieron a la Segunda Guerra Mundial, se organizó otra vez el Giro di Sicilia, aunque mediante una fórmula con etapas, menos agotadora y exigente para los pilotos. En 1951 se volvió finalmente a la clásica y verdadera Targa Florio; para ello se reutilizó el Circuito Pequeño de las Madonias, de 72 km de longitud. La carrera fue reservada a los autos deportivos desde aquel año, que vivió una cerrada lucha entre Ferrari, Lancia, Maserati, y Mercedes, se convirtió en una de las importantes citas de la categoría. Épica fue, sin duda, la edición que se disputó en el año 1955, con un duelo directo entre Ferrari y Mercedes, ganando por esta última marca gracias a la soberbia actuación de Stirling Moss, que cruzó la línea de llegada registrando una velocidad media de 96 km/h.
A mediados de los años 50, Porsche se presentó como una de las principales novedades en la disputa de la Targa, convirtiéndose en absoluta dominadora de la carrera italiana al ganar nada menos que 11 ediciones desde 1956. Todo esto antes de que la Targa Florio, en 1974, ya no fuera válida como prueba para el Campeonato Mundial de Resistencia, debido a que fue considerada demasiado peligrosa.

## Ganadores
| Año     | Edición              | Pilotos                                            | Automóvil        |
| ------- | -------------------- | -------------------------------------------------- | ---------------- |
| 1906    | I Targa Florio       | Alessandro Cagno                                   | Itala            |
| 1907    | II Targa Florio      | Felice Nazzaro                                     | Fiat             |
| 1908    | III Targa Florio     | Vincenzo Trucco                                    | Isotta Fraschini |
| 1909    | IV Targa Florio      | Francesco Ciuppa                                   | SPA              |
| 1910    | V Targa Florio       | Franco Tullio Cariolato                            | Franco           |
| 1911    | VI Targa Florio      | Giovanni "Ernesto" Ceirano                         | SCAT             |
| 1912    | VII Targa Florio     | Cyril Snipe/Pedrini                                | SCAT             |
| 1913    | VIII Targa Florio    | Felice Nazzaro                                     | Nazzaro          |
| 1914    | IX Targa Florio      | Ernesto "Ernesto" Ceirano                          | SCAT             |
| 1919    | X Targa Florio       | André Boillot                                      | Peugeot          |
| 1920    | XI Targa Florio      | Guido Meregalli                                    | Nazzaro          |
| 1921    | XII Targa Florio     | Giulio Masetti                                     | Fiat             |
| 1922    | XIII Targa Florio    | Giulio Masetti                                     | Mercedes         |
| 1923    | XIV Targa Florio     | Ugo Sivocci                                        | Alfa Romeo       |
| 1924    | XV Targa Florio      | Christian Werner                                   | Mercedes         |
| 1925    | XVI Targa Florio     | Meo Costantini                                     | Bugatti          |
| 1926    | XVII Targa Florio    | Meo Costantini                                     | Bugatti          |
| 1927    | XVIII Targa Florio   | Emilio Materassi                                   | Bugatti          |
| 1928    | XIX Targa Florio     | Albert Divo                                        | Bugatti          |
| 1929    | XX Targa Florio      | Albert Divo                                        | Bugatti          |
| 1930    | XXI Targa Florio     | Achille Varzi                                      | Alfa Romeo       |
| 1931    | XXII Targa Florio    | Tazio Nuvolari                                     | Alfa Romeo       |
| 1932    | XXIII Targa Florio   | Tazio Nuvolari                                     | Alfa Romeo       |
| 1933    | XXIV Targa Florio    | Antonio Brivio                                     | Alfa Romeo       |
| 1934    | XXV Targa Florio     | Achille Varzi                                      | Alfa Romeo       |
| 1935    | XXVI Targa Florio    | Antonio Brivio                                     | Alfa Romeo       |
| 1936    | XXVII Targa Florio   | Constantino Magistri                               | Lancia           |
| 1937    | XXVIII Targa Florio  | Francesco Severi                                   | Maserati         |
| 1938    | XXIX Targa Florio    | Giovanni Rocco                                     | Maserati         |
| 1939    | XXX Targa Florio     | Luigi Villoresi                                    | Maserati         |
| 1940    | XXXI Targa Florio    | Luigi Villoresi                                    | Maserati         |
| 1948    | XXXII Targa Florio   | Clemente Biondetti/Igor Troubetzkoy                | Ferrari          |
| 1949    | XXXIII Targa Florio  | Clemente Biondetti/Aldo Benedetti                  | Ferrari          |
| 1950    | XXXIV Targa Florio   | Mario Bornigia/Franco Bornigia                     | Alfa Romeo       |
| 1951    | XXXV Targa Florio    | Franco Cortese                                     | Frazer Nash      |
| 1952    | XXXVI Targa Florio   | Felice Bonetto                                     | Lancia           |
| 1953    | XXXVII Targa Florio  | Umberto Maglioli                                   | Lancia           |
| 1954    | XXXVIII Targa Florio | Piero Taruffi                                      | Lancia           |
| 1955    | XXXIX Targa Florio   | Stirling Moss/Peter Collins                        | Mercedes-Benz    |
| 1956    | XL Targa Florio      | Umberto Maglioli                                   | Porsche          |
| 1957    | XLI Targa Florio     | Fabio Colonna                                      | Fiat             |
| 1958    | XLII Targa Florio    | Luigi Musso/Olivier Gendebien                      | Ferrari          |
| 1959    | XLIII Targa Florio   | Edgar Barth/Wolfgang Seidel                        | Porsche          |
| 1960    | XLIV Targa Florio    | Joakim Bonnier/Hans Herrmann                       | Porsche          |
| 1961    | XLV Targa Florio     | Wolfgang von Trips/Olivier Gendebien               | Ferrari          |
| 1962    | XLVI Targa Florio    | Willy Mairesse/Ricardo Rodríguez/Olivier Gendebien | Ferrari          |
| 1963    | XLII Targa Florio    | Joakim Bonnier/Carlo Mario Abate                   | Porsche          |
| 1964    | XLVIII Targa Florio  | Colin Davis/Antonio Pucci                          | Porsche          |
| 1965    | XLIX Targa Florio    | Nino Vaccarella/Lorenzo Bandini                    | Ferrari          |
| 1966    | L Targa Florio       | Willy Mairesse/Herbert Müller                      | Porsche          |
| 1967    | LI Targa Florio      | Paul Hawkins/Rolf Stommelen                        | Porsche          |
| 1968    | LII Targa Florio     | Umberto Maglioli/Vic Elford                        | Porsche          |
| 1969    | LIII Targa Florio    | Gerhard Mitter/Udo Schütz                          | Porsche          |
| 1970    | LIV Targa Florio     | Joseph Siffert/Brian Redman                        | Porsche          |
| 1971    | LV Targa Florio      | Nino Vaccarella/Antoine Hezemans                   | Alfa Romeo       |
| 1972    | LVI Targa Florio     | Arturo Merzario/Sandro Munari                      | Ferrari          |
| 1973    | LVII Targa Florio    | Herbert Müller/Gijs van Lennep                     | Porsche          |
| 1974    | LVIII Targa Florio   | Gérard Larrousse/Amilcare Ballestrieri             | Lancia           |
| 1975    | LIX Targa Florio     | Nino Vaccarella/Arturo Merzario                    | Alfa Romeo       |
| 1976    | LX Targa Florio      | Armando Floridia/Eugenio Renna                     | Osella           |
| 1977    | LXI Targa Florio     | Raffaele Restivo/Alfonso Merendino                 | Chevron          |
| Fuentes |                      |                                                    |                  |

## Estadísticas

### Constructores con más títulos
| Núm. | Constructor      | Victorias | Años                                                             |
| ---- | ---------------- | --------- | ---------------------------------------------------------------- |
| 1    | Porsche          | 11        | 1956, 1959, 1960, 1963, 1964, 1966, 1967, 1968, 1969, 1970, 1973 |
| 2    | Alfa Romeo       | 10        | 1923, 1930, 1931, 1932, 1933, 1934, 1935, 1950, 1971, 1975       |
| 3    | Ferrari          | 7         | 1948, 1949, 1958, 1961, 1962, 1965, 1972                         |
| 4    | Bugatti          | 5         | 1925, 1926, 1927, 1928, 1929                                     |
| 4    | Lancia           | 5         | 1936, 1952, 1953, 1954, 1974                                     |
| 6    | Maserati         | 4         | 1937, 1938, 1939, 1940                                           |
| 7    | SCAT             | 3         | 1911, 1912, 1914                                                 |
| 7    | Mercedes-Benz    | 3         | 1922, 1924, 1955                                                 |
| 7    | Fiat             | 3         | 1907, 1921, 1957                                                 |
| 8    | Nazzaro          | 2         | 1913, 1920                                                       |
| 9    | Itala            | 1         | 1906                                                             |
| 9    | Isotta Fraschini | 1         | 1908                                                             |
| 9    | SPA              | 1         | 1909                                                             |
| 9    | Franco           | 1         | 1910                                                             |
| 9    | Peugeot          | 1         | 1919                                                             |
| 9    | Frazer-Nash      | 1         | 1951                                                             |
| 9    | Osella           | 1         | 1976                                                             |
| 9    | Chevron          | 1         | 1977                                                             |